# Посвит, Павел Акимович
Павел Акимович Посвит (1908—1944) — участник Великой Отечественной войны. Герой Советского Союза (1945, посмертно). Старший лейтенант.

## Биография
Павел Акимович Посвит родился 6 ноября 1908 года в селе Слободка Миргородского уезда Полтавской губернии Российской империи (ныне село Миргородского района Полтавской области Украины) в крестьянской семье. Украинец. Образование высшее. Окончил финансово-экономический институт. В 1929—1932 годах проходил срочную службу в Рабоче-крестьянской Красной Армии. После демобилизации жил в селе Новачиха Хорольского района Полтавской области. Работал бухгалтером в сельском потребительском обществе, затем секретарём исполкома сельского Совета депутатов трудящихся. В 1940—1941 годах прошёл военную переподготовку на годичных курсах усовершенствования командного состава РККА. Перед войной жил в городе Дрогобыче, где трудился главным бухгалтером в областном управлении связи.
Вновь в ряды Красной Армии П. А. Посвит был призван Дрогобычским городским военкоматом 22 июня 1941 года. В боях с немецко-фашистскими захватчиками Павел Акимович с 23 июня 1941 года на Юго-Западном фронте. Участвовал в Львовско-Луцкой и Киевской оборонительных операциях. 17 января 1942 года в боях на Северском Донце П. А. Посвит был тяжело ранен. Почти пять месяцев Павел Акимович лечился в госпитале. Вновь в действующей армии он с июня 1942 года на Сталинградском фронте. Участвовал в Сталинградской битве. Затем воевал в должности командира стрелковой роты 858-го стрелкового полка 283-й стрелковой дивизии 3-й армии на Белорусском, 1-м Белорусском и 2-м Белорусском фронтах. Особо отличился в ходе операции «Багратион».
24 июня 1944 года войска 1-го Белорусского фронта начали Бобруйскую операцию. При прорыве сильно укреплённой немецкой обороны в районе деревни Хомичи Быховского района Могилёвской области 3-я стрелковая рота 858-го стрелкового полка под командованием старшего лейтенанта П. А. Посвита стремительным броском ворвалась в траншеи противника и в рукопашной схватке выбила его из трёх оборонительных линий. Во время немецкой контратаки рота Посвита вновь навязала неприятелю рукопашный бой и обратила его в бегство. При этом Павел Акимович лично уничтожил 9 вражеских солдат. В бою он был ранен, но после оказания первой помощи в медсанбате, продолжил командовать ротой. 27 июля 1944 года войска 1-го Белорусского фронта завершили окружение 40-тысячной группировки противника юго-восточнее Бобруйска и к середине следующего дня ликвидировали её.
Разгромив противостоящие ему соединения 9-й армии вермахта в ходе Минской операции, войска фронта замкнули кольцо окружения вокруг 105-тысячной германской 4-й армии. Для поддержания высоких темпов наступления в первых числах июля 1944 года 3-я армия была передана 2-му Белорусскому фронту взамен частей, выделенных для ликвидации минского котла. Преследуя отступающие части немецкой 9-й армии и не давая им закрепиться на новых позициях, войска 2-го Белорусского фронта начали Белостокскую операцию. 8 июля 1944 года старший лейтенант П. А. Посвит, командуя 4-й стрелковой ротой 858-го стрелкового полка, участвовал в освобождении города Новогрудка.
21 июля 1944 года действовавшая в авангарде полка 4-я стрелковая рота старшего лейтенанта П. А. Посвита на плечах отступающего противника вышла к реке Супрасль. Обойдя окопавшихся на левом берегу реки немцев с фланга, рота Посвита стремительным ударом опрокинула вражеский заслон, после чего под ураганным огнём форсировала водную преграду и заняла плацдарм на правом берегу. Немецкое командование, планировавшее организовать оборону на подступах к Белостоку вдоль правого берега Супрасли, предприняло отчаянную попытку ликвидировать захваченный ротой Посвита плацдарм. В бой было брошено до батальона пехоты, 20 танков, несколько самоходных артиллерийских установок и бронемашин. Но несмотря на подавляющее превосходство в живой силе и технике, выполнить поставленную задачу немцам не удалось. Благодаря грамотно выстроенной обороне бойцы Посвита удержали плацдарм до подхода основных сил полка, уничтожив при этом 5 танков, 2 бронемашины и 1 САУ. 27 июля 1944 года после тяжёлых боёв подразделения 3-й армии, среди которых была и 4-я стрелковая рота старшего лейтенанта П. А. Посвита, освободили крупный узел железнодорожных и шоссейных дорог город Белосток.
После взятия Белостока перед подразделениями 3-й армии была поставлена задача выйти на рубеж реки Нарев. Рота старшего лейтенанта П. А. Посвита вела наступление в направлении деревни Вулька Белостокского района Белостокской области. На подступах к населённому пункту немцы выстроили мощную оборону, выбрав для этой цели узкий сухой участок среди сильно заболоченной местности. Чтобы не штурмовать немецкие позиции в лоб, командир роты принял решение обойти их по болоту. Незадолго до рассвета 3 августа 1944 года рота Посвита совершила переход через болотистый участок и, форсировав небольшую водную преграду, вышла на сухое место, где немцы предусмотрительно установили мины. Павел Акимович с группой опытных бойцов проделал проход через минное поле, после чего рота стремительно ворвалась в расположение противника и вынудила его отступить в деревню. Затем стремительным броском бойцы Посвита обошли с фланга засевших в Вульке немцев и ворвались в населённый пункт. Враг, не выдержав натиска советских воинов, бежал, однако при штурме деревни П. А. Посвит геройски погиб. Звание Героя Советского Союза было присвоено старшему лейтенанту Посвиту Павлу Акимовичу указом Президиума Верховного Совета СССР от 24 марта 1945 года посмертно. Похоронен П. А. Посвит в деревне Бацюты, гмина Туроснь-Косцельна Белостокского повята Подляского воеводства Польской Республики.

## Награды
- Медаль «Золотая Звезда» (24.03.1945, посмертно);
- орден Ленина (24.03.1945, посмертно);
- орден Отечественной войны 1-й степени (13.07.1944);
- медаль «За оборону Сталинграда».

## Память
- Бюст Героя Советского Союза П. А. Посвита установлен на Мемориальном комплексе Вечной Славы в городе Миргороде.

## Документы
- Общедоступный электронный банк документов «Подвиг Народа в Великой Отечественной войне 1941—1945 гг.» Дата обращения: 19 января 2013. Архивировано из оригинала 13 марта 2012 года.

Представление к званию Героя Советского Союза и указ ПВС СССР о присвоении звания. Дата обращения: 19 января 2013. Архивировано 29 января 2013 года.
Орден Отечественной войны 1-й степени (наградной лист и приказ о награждении). Дата обращения: 19 января 2013. Архивировано 29 января 2013 года.
- Обобщенный банк данных «Мемориал». Дата обращения: 19 января 2013. Архивировано из оригинала 10 мая 2012 года.

ЦАМО, ф. 33, оп. 11458, д. 398.
ЦАМО, ф. 33, оп. 11458, д. 262.